# Plioplatecarpus
Plioplatecarpus es un género de mosasaurio, Plioplatecarpinae. Como todos los mosasaurios, vivió en el Cretácico Superior, hace cerca de 83.5 millones de años.

## Descripción

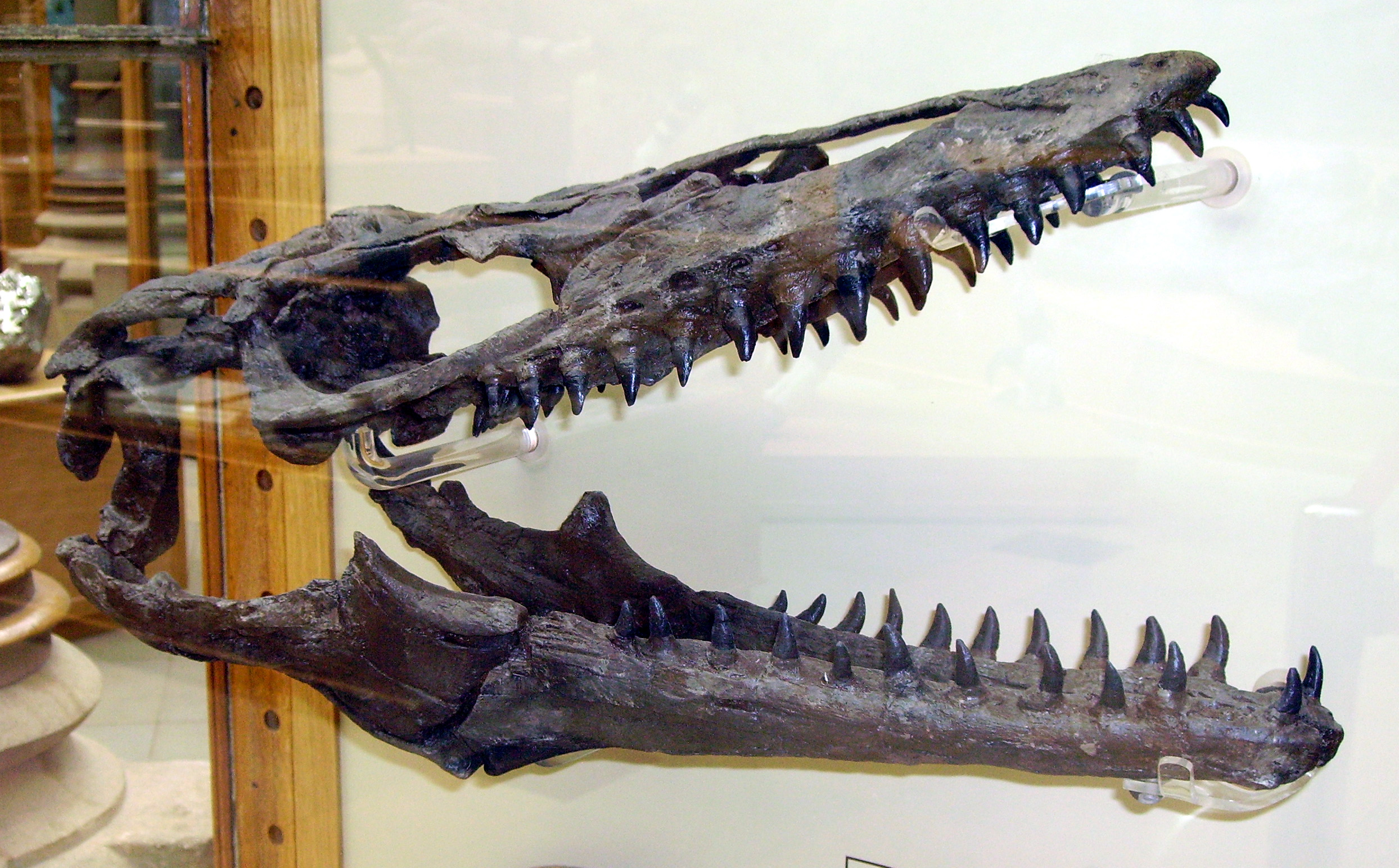
Cráneo de Plioplatecarpus primaevus

Los ojos de Plioplatecarpus son proporcionalmente más grandes que los de muchos otros mosasaurios, aunque el cráneo sea relativamente corto. Tiene menos dientes que la mayoría de los mosasaurios (solamente cerca de 12, o menos), pero eran grandes y curvos. Esto sugiere que Plioplatecarpus hubiera cazado presas más pequeñas.

## Descubrimiento
Plioplatecarpus fue encontrado inicialmente en Europa por el paleontólogo Louis Dollo (P. marshi), en 1882. Era relativamente incompleto, pero pronto aparecerán más fósiles. En Norteamérica, Edward Drinker Cope encontró otro mosasaurio en 1869, pero lo había identificado como Mosasaurus. Sería reclasificado más adelante como Plioplatecarpus, en cambio del género Liodon, en 1870. Sería reclasificado como Platecarpus, y más adelante como Prognathodon. Sin embargo, se restablecería el género Plioplatecarpus.

## Distribución
Plioplatecarpus se ha encontrado en muchas localizaciones en todo el mundo (la mayoría de los mosasurios eran bastante extensos). Pliopltecarpus se ha encontrado en la Pizarra Pierre de Kansas, en la tiza de Demopolis de Alabama, y también en Misisipi, Dakota del Norte, Dakota del Sur, Canadá, Suecia, los Países Bajos, y, más recientemente en, Wyoming. El espécimen de Wyoming es hasta ahora el único de su clase que se encontrará en el estado, y puede representar una nueva especie de Plioplatecarpus. Se está preparando en el Museo Geológico de Tate, y se le conoce como Oomtar.